# Qualificazioni al campionato europeo maschile di calcio 2016 - Gruppo F
Il Gruppo F è stato uno dei nove gironi per la determinazione delle squadre partecipanti alla fase finale del campionato europeo di calcio 2016. Il Gruppo F era composto da sei squadre: Fær Øer, Finlandia, Grecia, Irlanda del Nord, Romania ed Ungheria, che si sono affrontate in un girone all'italiana con gare di andata e ritorno tra settembre 2014 ed ottobre 2015.
Tramite il Gruppo F si sono qualificate alla fase finale le nazionali di Irlanda del Nord e Romania, rispettivamente prima e seconda classificata del girone. Come terza classificata, l'Ungheria si qualificò agli spareggi, in cui incontrò la Norvegia, risultando vincitrice.

## Classifica
| Squadra          | P.ti | G  | V | P | S | RF | RS | DR  |
| ---------------- | ---- | -- | - | - | - | -- | -- | --- |
| Irlanda del Nord | 21   | 10 | 6 | 3 | 1 | 16 | 8  | +8  |
| Romania          | 20   | 10 | 5 | 5 | 0 | 11 | 2  | +9  |
| Ungheria         | 16   | 10 | 4 | 4 | 2 | 11 | 9  | +2  |
| Finlandia        | 12   | 10 | 3 | 3 | 4 | 9  | 10 | -1  |
| Fær Øer          | 6    | 10 | 2 | 0 | 8 | 6  | 17 | -11 |
| Grecia           | 6    | 10 | 1 | 3 | 6 | 7  | 14 | -7  |

## Risultati

### Prima giornata
| Arbitro: | Aytekin |

|             |           |                         |
| Priskin 75’ | Marcatori | 81’ McGinn 88’ Lafferty |

| Arbitro: | Evans |

|           |           |                             |
| Holst 41’ | Marcatori | 53’, 78’ Riski 82’ Erëmenko |

| Arbitro: | Clattenburg |

|  |           |                   |
|  | Marcatori | 10’ (rig.) Marica |

### Seconda giornata
| Arbitro: | Collum |

|             |           |               |
| Rusescu 45’ | Marcatori | 82’ Dzsudzsák |

| Arbitro: | Borbalán |

|           |           |             |
| Hurme 55’ | Marcatori | 24’ Karelis |

| Arbitro: | Yefet |

|                         |           |  |
| McAuley 6’ Lafferty 20’ | Marcatori |  |

### Terza giornata
| Arbitro: | Kul'bakoŭ |

|  |           |            |
|  | Marcatori | 21’ Szalai |

| Arbitro: | Tagliavento |

|  |           |                 |
|  | Marcatori | 54’, 83’ Stancu |

| Arbitro: | Lannoy |

|  |           |                      |
|  | Marcatori | 9’ Ward 51’ Lafferty |

### Quarta giornata
| Arbitro: | Rizzoli |

|  |           |                |
|  | Marcatori | 61’ Edmundsson |

| Arbitro: | Turpin |

|          |           |  |
| Gera 84’ | Marcatori |  |

| Arbitro: | Eriksson |

|               |           |  |
| Papp 74’, 79’ | Marcatori |  |

### Quinta giornata
| Arbitro: | Marciniak |

|                   |           |             |
| Lafferty 33’, 38’ | Marcatori | 90+1’ Sadik |

| Arbitro: | Dias |

|            |           |  |
| Keșerü 21’ | Marcatori |  |

| Budapest 29 marzo 2015, ore 20:45 UTC+2 | Ungheria | 0 – 0 referto | Grecia | Groupama Arena (22 000 spett.)\| Arbitro: \| Karasev \| |
| Arbitro:                                | Karasev  |               |        |                                                         |

### Sesta giornata
| Arbitro: | Jug |

|  |           |             |
|  | Marcatori | 82’ Stieber |

| Arbitro: | Hagen |

|                                   |           |                      |
| Hansson 32’ Hendriksson Olsen 70’ | Marcatori | 84’ Papastathopoulos |

| Belfast 13 giugno 2015, ore 20:45 UTC+0 | Irlanda del Nord | 0 – 0 referto | Romania | Windsor Park (10 000 spett.)\| Arbitro: \| Velasco Carballo \| |
| Arbitro:                                | Velasco Carballo |               |         |                                                                |

### Settima giornata
| Arbitro: | Zwayer |

|                |           |                               |
| Edmundsson 36’ | Marcatori | 12’, 71’ McAuley 75’ Lafferty |

| Arbitro: | Boiko |

|  |           |                |
|  | Marcatori | 75’ Pohjanpalo |

| Budapest 4 settembre 2015, ore 20:45 UTC+2 | Ungheria | 0 – 0 referto | Romania | Groupama Arena\| Arbitro: \| Brych \| |
| Arbitro:                                   | Brych    |               |         |                                       |

### Ottava giornata
| Arbitro: | Borski |

|                |           |  |
| Pahjanpalo 23’ | Marcatori |  |

| Arbitro: | Çakır |

|                |           |             |
| Lafferty 90+3’ | Marcatori | 74’ Guzmics |

| Bucarest 7 settembre 2015, ore 20:45 UTC+3 | Romania   | 0 – 0 referto | Grecia | Arena Națională\| Arbitro: \| Kul'bakoŭ \| |
| Arbitro:                                   | Kul'bakoŭ |               |        |                                            |

### Nona giornata
| Arbitro: | Schörgenhofer |

|               |           |              |
| Böde 63’, 71’ | Marcatori | 11’ Jacobsen |

| Arbitro: | Nijhuis |

|                             |           |              |
| Davis 35’, 58’ Magennis 49’ | Marcatori | 87’ Aravidis |

| Arbitro: | Thomson |

|             |           |                |
| Hoban 90+1’ | Marcatori | 67’ Pohjanpalo |

### Decima giornata
| Arbitro: | Kružliak |

|  |           |                             |
|  | Marcatori | 4’, 45+1’ Budescu 83’ Maxim |

| Arbitro: | Karasëv |

|              |           |              |
| Arajuuri 87’ | Marcatori | 31’ Cathcart |

| Arbitro: | Bebek |

|                                                     |           |                                 |
| Stafylidis 5’ Tachtsidīs 57’ Mītroglou 79’ Kone 86’ | Marcatori | 26’ Lovrencsics 54’, 76’ Németh |

## Classifica marcatori
7 gol
- Kyle Lafferty

3 gol
- Joel Pohjanpalo
- Gareth McAuley

2 gol
- Joan Simun Edmundsson
- Riku Riski
- Steven Davis
- Constantin Budescu
- Paul Papp
- Bogdan Stancu
- Dániel Böde
- Krisztián Németh

1 gol
- Hallur Hansson
- Christian Holst
- Róaldur Jacobsen
- Brandur Olsen
- Paulus Arajuuri
- Roman Erëmenko
- Jarkko Hurme
- Berat Sadik
- Chrīstos Aravidīs
- Nikolaos Karelis
- Panagiōtīs Kone
- Kōstas Mītroglou
- Sōkratīs Papastathopoulos
- Kōstas Stafylidīs
- Panagiōtīs Tachtsidīs
- Craig Cathcart
- Josh Magennis
- Niall McGinn
- Jamie Ward
- Ovidiu Hoban
- Claudiu Keșerü
- Ciprian Marica
- Alexandru Maxim
- Raul Rusescu
- Balázs Dzsudzsák
- Zoltán Gera
- Richárd Guzmics
- Gergő Lovrencsics
- Tamás Priskin
- Zoltán Stieber
- Ádám Szalai